# Cynoglossum javanicum
Cynoglossum javanicum là loài thực vật có hoa trong họ Mồ hôi. Loài này được Thunb. ex Lehm. mô tả khoa học đầu tiên năm 1818.